# Heirmanklok
De Heirmanklok is een astronomisch uurwerk, gemaakt door horlogemaker en kunstschilder Edgar Heirman.

## Constructie
Edgar Heirman begon aan de klok te werken in 1938, in Moerbeke-Waas. In 1954 was de Heirmanklok klaar. Twee jaar later werd ze voor het eerst aan publiek voorgesteld. Ook daarna breidde Heirman zijn klok nog uit met zijpanelen, een sterrenhemel en een planetarium.

## Locaties
Aanvankelijk bevond de klok zich in kasteel Walburg in Sint-Niklaas, waar hij werd ingehuldigd door koning Boudewijn op 4 november 1956. Omdat het kasteel Walburg meer dan twintig jaar later in slechte staat verkeerde, verhuisde de klok in 1977 naar het Boudewijn Seapark te Brugge. De plechtige opening daar vond plaats op Pasen 1977.
Later werd het Boudewijn Seapark overgenomen door Spaanse investeerders van de Aspro Ocio groep. Zij wilden het uurwerk niet houden en lieten het huurcontract eind 2007 aflopen. Sindsdien werd de Heirmanklok door Eddy Heirman (zoon van de maker Edgar Heirman, die in 2002 was overleden) in losse onderdelen bewaard.
Naar aanleiding van het Erfgoedweekend in april 2013 waren stukken van de Heirmanklok in werking te zien in een leegstaand winkelpand in Sint-Niklaas.
Sinds 24 juni 2016 tikt de Heirmanklok in de jeneverstokerij Rubbens Gebroeders in Wichelen.

## Onderdelen
Boven de klok is te lezen: “Labor et amor omnia vincunt.” (werk en liefde overwinnen alles). In het midden is de grote middenwijzerplaat te zien, die het Greenwichuur en de dubbele zomertijd aangeeft. De twee wijzers zijn bezet met robijnen. Rondom deze wijzerplaat staan de twaalf wijzerplaten van de gregoriaanse kalender. Met de klok mee, van boven te beginnen, zijn deze:
1. De wereldbol: deze draait één keer rond haar as in 24 uur. De meridiaan geeft aan waar het momenteel middag is.
2. De dierenriem: De wijzer wijst naar een van de twaalf miniaturen van de sterrenbeelden van de dierenriem en geeft zo aan door het welke de zon zich op dat moment begeeft. Deze klok heeft dus een periode van één sterrenjaar.
3. Waterstand te Antwerpen: een koopvaardijschip uit de 11e eeuw is hier afgebeeld en gaat mee omhoog en naar beneden met het tij. De wijzer duidt hoog of laag water aan (hij wijst naar HW of LW). Op de achtergrond zijn de huizen aan de Schelde, de maan en het wapenschild van Antwerpen afgebeeld.
4. Een wijzerplaat die de zeven dagen van de week afbeeldt. Elke dag is voorgesteld door een Griekse god.
5. Een klok die aangeeft de hoeveelste dag van januari een zondag is. Doordat er schrikkeljaren bestaan, gaat de klok rond eens in de 28 jaar, in plaats van eens in de 7 jaar.
6. De zonsopgang: de zon komt niet het hele jaar door perfect in het oosten op, maar schommelt tussen zuidoost en noordoost. De wijzer van deze klok duidt aan waar ze op dit moment opkomt.
7. Stand van de maan: deze wijzer duidt aan hoeveel dagen er zijn verstreken sinds de laatste nieuwe maan.
8. Tijdsvereffening: Een klok die het verschil aangeeft tussen middelbare zonnetijd en werkelijke zonnetijd.
9. Deze klok duidt aan wat de ouderdom van de maan is (hoeveel dagen sinds nieuwe maan) op één januari. Ze heeft een periode van 19 jaar.
10. Seizoenen: duidt aan welk seizoen het is. Elk jaargetijde wordt afgebeeld door een miniatuurschilderij van een boer in dat specifieke seizoen. Ook de lengte van elk seizoen is afgebeeld.
11. Dagen van de maand: deze wijzer duidt aan de hoeveelste dag van de maand het is. Hij verspringt automatisch van de laatste dag van de maand naar de eerste, ongeacht of de maand in kwestie 31,30,29 of 28 dagen telt.
12. Maanden: deze klok duidt aan welke maand het is.

Daarnaast zijn er ook nog kleinere wijzerplaten. Degene met de zon duidt de lengte van de dag aan, die met de maan de lengte van de nacht. Deze bewegen dus steeds in tegenovergestelde richting. Een van de wijzerplaten duidt de afstand die de zon momenteel op de ecliptica staat, aan. Een andere klok wijst aan hoeveel graden westerlengte de zon heeft, nog een andere schijf welk gedeelte van de aarde verlicht is (waarbij de Noord- en de Zuidpool dus elk drie maanden verlicht blijven). De Heirmanklok heeft een klok die aangeeft waar in de zonnecyclus we nu zitten (een cyclus van 28 jaar, dezelfde als bij het aangeven van de eerste zondag van het jaar), klokken die precies aangeven in welke stand de maan staat, hoeveel belichting de zon op dit punt in het jaar geeft, en zelfs het tijdstip (in een cyclus van 15 jaar) waarop Romeinen werden opgeroepen om hun belastingen te betalen (indictie) en de tijdstippen van enkele vaak voorkomende vallende sterren.
Bovenaan de klok, onder de spreuk 'amor et labor omnia vincunt', is een panorama te zien met verschillende torens van Vlaanderen, namelijk het Belfort van Brugge, de Sint-Romboutstoren van Mechelen, de Onze-Lieve-Vrouwekathedraal van Antwerpen, de kerk van Waasmunster en de kerk van Moerbeke-Waas. Achter deze torens zijn zon en maan te zien. Zij volbrengen hun dagelijkse beweging zoals in werkelijkheid, waarbij voor de zon in de loop van het jaar de plaats van opkomst verschuift van Noordoost naar Zuidoost en terug.
Aan weerskanten van dit panorama staan twee torentjes, waarrond beeldjes elk halfuur een rondgang doen. Links is dit figuurtje een engel, rechts is dit Saturnus.
In de linkervleugel is het wapenschild van Brugge te zien, met de relatieve afstand van de aarde naar de zon en de kalender van Cortsworth. Ook een aantal ambachten zijn hier uitgebeeld. Naast de linkervleugel hangt een ander palet waarop het wapenschild van Sint-Niklaas te zien is. Hierop staan klokken die het uur in verschillende delen van de wereld weergeven. Daar weer naast is een ander paneel, waarop de Zodiactekens, de dagen van de week, een aantal miniaturen, een landschap, de sterrendag en een decimaal uurwerk te zien is. Dit laatste is een tijdsindeling die Heirman zelf bedacht heeft, waarbij de dag in 20 uren onderverdeeld is met elk honderd minuten die net iets korter zijn dan een echte minuut.
Aan de rechterkant van de grote wijzerplaat hangen eveneens drie panelen. De meest linkse toont de aarde gezien vanaf de Noordpool, het kerkje van Moerbeke-Waas, de maangestalten en een middeleeuwse voorstelling van diezelfde maangestalten. Het tweede paneel toont de waterstand in tien verschillende havens over de wereld. Ook een draaiende maan en een koopvaardijschip zijn hier te zien. Het laatste paneel toont wijzerplaten die een cyclus van maans- en zonsverduisteringen weergeeft, de burgerlijke schemering, de astronomische schemering en de omwentelingssnelheid van de aarde. Ook een aantal ambachten zijn op dit paneel te zien.
Links en rechts, onder al deze wijzerplaten, zijn er gebrandschilderde ramen aangebracht, die gemaakt zijn door Maurits Nevens. Ze beelden twee verschillende astronomische theorieën uit, namelijk de voorstelling van Copernicus (planeten draaien rond de zon), en het systeem van Ptolemaeus (alles draait rond de aarde).
Tussen de gebrandschilderde ramen staan 24 figuurtjes, die elk een bepaald ambacht voorstellen. Ze maken kleine bewegingen. De timmerman bijvoorbeeld beweegt zijn zaag heen en weer over een stuk hout.
Bij de zijkanten van de glasramen, op het vooruitstekende middendeel, staan vier beelden, gemaakt door Vic. Temmerman van Overmere. Het meest linkse beeld stelt de seizoenen voor. Daarnaast de gevleugelde tijdsgeest, symbool voor leven en dood. Als derde een beeld dat dag en nacht uitbeeldt en het meest rechts een figuur die de tijd moet weergeven.
Aan het plafond voor de Heirmanklok hangt een grote sterrenhemel. Niet alleen de sterren zelf zijn hier op aangebracht, ook de sterrenbeelden zijn geschilderd. Bijna in het midden staat de Poolster en het geheel draait rond zoals ook de echte sterren lijken rond te draaien. Elk uur beginnen deze sterren te fonkelen, waarbij de sterren die in werkelijkheid het helderst lijken ook echt het helderst schijnen. De sterrenhemel wordt gedragen door twee engelen, met de tekst: "Semper vivens Deo juvante", wat wil zeggen: "altijd levend met de hulp van God".
Ook is er nog een planetarium waar de planeten met hun werkelijke periode rond de zon draaien.